# Miroslav Hýll
Miroslav Hýll (Žilina, 20 september 1973) is een voormalig profvoetballer uit Slowakije, die speelde als doelman. Hij speelde profvoetbal in Slowakije, Oostenrijk en Iran gedurende zijn carrière.

## Interlandcarrière
Hýll kwam in totaal zes keer uit voor het Slowaaks voetbalelftal in de periode 1997-2002. Hij maakte zijn debuut voor de nationale ploeg op 5 februari 1997 in het vriendschappelijke duel in Alajuela tegen Costa Rica (2-2), net als verdediger Stanislav Varga. Varga moest in die wedstrijd in de rust plaatsmaken voor Miroslav Karhan.
| Interlands van Miroslav Hýll       | Interlands van Miroslav Hýll       | Interlands van Miroslav Hýll       | Interlands van Miroslav Hýll       | Interlands van Miroslav Hýll       | Interlands van Miroslav Hýll       |
| №                                  | Datum                              | Wedstrijd                          | Uitslag                            | Competitie                         |                                    |
| Als speler van FK Inter Bratislava | Als speler van FK Inter Bratislava | Als speler van FK Inter Bratislava | Als speler van FK Inter Bratislava | Als speler van FK Inter Bratislava | Als speler van FK Inter Bratislava |
| ---------------------------------- | ---------------------------------- | ---------------------------------- | ---------------------------------- | ---------------------------------- | ---------------------------------- |
| 1                                  | 5 februari 1997                    | Costa Rica – Slowakije             | 2 – 2                              | Vriendschappelijk                  |                                    |
| 2                                  | 24 mei 2000                        | Slowakije – Saoedi-Arabië          | 1 – 1                              | Vriendschappelijk                  |                                    |
| 3                                  | 25 april 2001                      | Roemenië – Slowakije               | 0 – 0                              | Vriendschappelijk                  |                                    |
| 4                                  | 15 augustus 2001                   | Slowakije – Iran                   | 3 – 4                              | Vriendschappelijk                  |                                    |
| 5                                  | 5 september 2001                   | Slowakije – Moldavië               | 4 – 2                              | WK-kwalificatie                    |                                    |
| 6                                  | 6 februari 2002                    | Iran – Slowakije                   | 2 – 3                              | Vriendschappelijk                  |                                    |

## Erelijst
FK Inter Bratislava
- Landskampioen Slowakije

2000, 2001, 2008
- Beker van Slowakije

1995, 2000, 2001, 2008
 MFK Petržalka
- Landskampioen Slowakije

2008
- Beker van Slowakije

2008